# Club Penguin Entertainment
Club Penguin Entertainment foi uma empresa canadense de jogos eletrônicos e software, 1ª dona do Club Penguin, antes chamado de New Horizon, foi fundada em 2005 e sua sede ficava em Kelowna, Canadá, devido ao crescimento de seu jogo a empresa foi adquirida pela The Walt Disney Company em 1 de agosto de 2007 por US$ 350 milhões, a companhia foi substituida por Disney Online Studios Canada.